# Blaž Knez
Blaž Knez, slovenski inženir in tekstilni tehnolog, * 29. januar 1928, Libeliče, † 2007, Gornja Pušća, Hrvaška. 

## Življenjepis
Knez je leta 1962 diplomiral na Višji tekstilni tehnični šoli in 1968 na Tehnološko-metalurški fakulteti v Beogradu. Doktoriral pa je 1980 na zagrebški Tehnološki fakulteti, na kateri je bil 1986 izvoljen za rednega profesorja in se 1990 upokojil.

## Delo
Blaž Knez je bil od leta 1954 do 1977 zaposlen v več tovarnah oblačil in na konfekcijski šoli, od 1977 na Inštitutu za tekstil in obleko Tehnološke fakultete v Zagrebu. Izdelal je več tehnoloških projektov za industrijo oblačil ter organiziral več tehnoloških laboratorijev. Utemeljil je Zavod za oblačilno tehnologijo in bil njegov predstojnik 1978–83 in 1986–90, pa tudi direktor Inštituta za tekstil in obleko Tehnološke fakultete zagrebške univerze 1978–86.